# Liolaemus yatel
Espèce
Statut de conservation UICN

 LC  : Préoccupation mineure
Liolaemus yatel est une espèce de sauriens de la famille des Liolaemidae.

## Répartition
Cette espèce est endémique de la province de Santa Cruz en Argentine.

## Étymologie
Le nom spécifique yatel vient du tehuelche yatel, sol rocailleux, en référence à l'habitat de cette espèce.

## Publication originale
- Abdala, Procopio, Stellatelli, Travaini, Rodríguez & Ruiz Monachesi, 2014 : New Patagonian species of Liolaemus (Iguania: Liolaemidae) and novelty in the lepidosis of the southernmost lizard of the world: Liolaemus magellanicus. Zootaxa, no 3866 (4), p. 526–542.